# Liste des arches naturelles des Alpes-de-Haute-Provence

Département des Alpes-de-Haute-Provence.

La liste des arches naturelles du département des Alpes-de-Haute-Provence recense sous la forme d'un tableau, les arches naturelles connues.
Une arche naturelle, ou un pont naturel, est un objet morphologique présentant un arc rocheux formé naturellement par l'érosion.
La liste des arches naturelles des Alpes-de-Haute-Provence est  actualisée fin 2017.
La plus connue des arches naturelles répertoriée dans le département des Alpes-de-Haute-Provence pourrait être l'arcade Édouard-Alfred Martel dans les gorges d'Oppedette (cf. ligne 1 du tableau ci-dessous).

## Alpes-de-Haute-Provence (France)
7 arches sont recensées au 31-12-2017.

## Liste des arches naturelles
Cette liste reprend les arches naturelles situées dans les Alpes-de-Haute-Provence (France).
| Sites                           | Communes        | Description                                                                        | Classement                                                                                      | Coordonnées                       | Photo                         |
| ------------------------------- | --------------- | ---------------------------------------------------------------------------------- | ----------------------------------------------------------------------------------------------- | --------------------------------- | ----------------------------- |
| Portettes                       | Annot           | Arche dite « les Portettes » (grès), d'après le site The Natural arches of France. | Site classé des rochers et groupes de rochers de la Chambre du Roi (arrêté du 11 janvier 1921). | 43° 57′ 47,48″ N, 6° 40′ 54″ E    |                               |
| Trou de Saint Martin            | Digne-les-Bains | Trou visible dans la barre des Dourbes (calcaire).                                 |                                                                                                 | 44° 04′ 19,12″ N, 6° 20′ 07,73″ E |                               |
| Pont de Tuf                     | Estoublon       | Pont de travertins dans les gorges de Trévans.                                     |                                                                                                 | 43° 55′ 31,01″ N, 6° 15′ 23,44″ E |                               |
| Arche des rochers des Mourres   | Forcalquier     | Fontiennes (calcaire).                                                             |                                                                                                 | 43° 58′ 43″ N, 5° 46′ 37″ E       | Arche des rochers des Mourres |
| Fenêtres des Pénitents des Mées | Les Mées        | Conglomérats de Valensole (poudingues).                                            | Site classé de la chaîne de rochers dites des Pénitents (arrêté du 12 mai 1941).                | 44° 01′ 51,96″ N, 5° 59′ 07,8″ E  | Fenêtre des Pénitents de Mées |
| Arche des Bournés de Ségriès    | Limans          | Près des grottes ("bournés") de Bérutti (calcaire).                                |                                                                                                 | 44° 00′ 30,96″ N, 5° 43′ 44,44″ E | Arche des Bournés de Ségriès  |
| Arcade É.-A. Martel             | Oppedette       | Dans les gorges du Calavon (calcaire).                                             |                                                                                                 |                                   |                               |
| Arche des gorges du Calavon     | Oppedette       | Dans les gorges du Calavon (calcaire).                                             |                                                                                                 |                                   | Arche des gorges d'Oppedette  |